# Grotte del Drago
Le Grotte del Drago (in lingua spagnola Cuevas del Drach) sono un complesso di grotte calcaree situate in Spagna, nella costa orientale dell'isola di Maiorca, nelle Isole Baleari.
Si trovano a mezzo chilometro dal mare, a circa 60 km dalla capitale Palma di Maiorca, nel villaggio di Porto Cristo, il cui nome è legato alla fama di queste grotte. Sono una delle maggiori attrattive turistiche dell'isola e sono anche tra le più grandi di Maiorca, visto lo sviluppo orizzontale di quasi 1200 metri e una profondità di circa 25 metri sotto il livello del mare. Queste grotte furono, fin dalle fasi iniziali della loro esplorazione, un riferimento di livello mondiale per lo studio della formazione delle cavità e delle precipitazioni di origine carsica. Sono oggetto di varie ricerche come quelle relative all'effetto delle acque termali che esalavano le fessure nel terreno.

## Caratteristiche
Le Grotte del Drago sono nate probabilmente durante l'era glaciale, quando il livello del mare era più basso di quello di oggi. Lo speleologo e geografo francese Alfred Martel sosteneva che fossero di origine marina, ma oggi si pensa che siano state scavate dalle acque atmosferiche. Queste grotte si svilupparono all'interno di alcune rocce carbonatiche la cui età va dagli 11 ai 5 milioni di anni, formate quando nel Mar Mediterraneo era presente un clima molto caldo; le rocce si formarono sui resti di varie scogliere di corallo e conchiglie di organismi marini che si erano accumulate sul fondo del mare. Quando i ghiacciai si sciolsero e il livello del mare tornò a salire, le acque del Mar Mediterraneo filtrarono nelle grotte attraverso aperture calcaree.
Le Grotte del Drago sono formate da quattro grotte interconnesse, la Grotta dei Francesi, la Grotta di Luis Salvador, la Grotta Bianca e la Grotta Nera, e da un lago, che porta il nome di Alfred Martel, il suo scopritore. All'interno delle grotte l'acqua e il carbonato di calcio, infiltrati nella terra, hanno dato vita a sculture uniche come stalattiti, stalagmiti, centinaia di colonne e massicci calcarei. Queste strutture crescono di 1 cm ogni 100 anni. All'interno delle grotte la temperatura è di 21 °C, con un'umidità pari all'80%.

### Percorso
Tra il 1922 e il 1935 le grotte sono state attrezzate in modo da poter essere visitate, allestendo un nuovo ingresso, creando nuovi percorsi e installando scale. La visita dura circa un'ora e consiste in un percorso di 1200 metri, un concerto di musica classica e un giro in barca sul Lago Martel. I visitatori possono decidere se attraversare il lago in barca o mediante un ponte. L'escursione in barca permette di vedere al meglio il gioco di luci e ombre creato dalla luce che filtra all'interno delle grotte e che acquista tonalità diverse a seconda dei riflessi.
Il percorso inizia dove si trova la Grotta di Luis Salvador e prosegue con Il bagno di Diana, un piccolo lago famoso per il colore azzurro delle sue acque. A fianco di quest'ultimo è possibile osservare La Bandiera, dove si combinano vari colori grazie alle infiltrazioni di diversi materiali. In seguito, è presente il Monte Innevato, una formazione che deve il suo colore bianco al carbonato di calcio che filtra la pioggia attraverso le rocce. Il percorso prosegue con il Canale Azzurro, che deve il suo nome al colore dell'acqua ed è un prolungamento del Lago Martel. Attraversando un'apertura nel muro, si giunge al lago.

## Storia
I primi reperti storici vicino alle Grotte del Drago rivelarono un antico insediamento della civiltà talaiotica, sviluppatasi tra l'età del bronzo e l'età del ferro nelle Isole Baleari, in particolare a Maiorca e Minorca. Secondo una leggenda, i Templari tenevano i loro tesori nella grotta perché protetti da un drago. La prima notizia scritta delle grotte risale comunque al 1338 in un messaggio di Rover di Rovenach, governatore dell'isola, che inviò un gruppo di soldati a perquisire le grotte per cercare il tesoro dei Templari che era scomparso.
Le grotte non sono mai state presenti in alcuna cartina dell'isola fino al 1784, quando vennero incluse dal cardinale Despuig nella mappa di Maiorca.
Nel 1878 alcuni catalani scomparvero nelle grotte e fu così che le Grotte del Drago iniziarono ad essere conosciute. I ricercatori furono recuperati vivi ma non riuscirono a spiegare fino a che punto della grotta si fossero addentrati. Infatti, disperati, scrissero sulla parete: No hi ha esperança (Non c'è speranza).
Nel 1880 lo speleologo e cartografo tedesco M. F. Will si avventurò nella profondità delle grotte disponendo solo delle carte della parte anteriore. Si accorse che più si addentrava, maggiore era la deviazione della bussola in direzione nord. Così creò la mappa completa delle grotte.
Durante una spedizione nel settembre del 1896, Alfred Martel, finanziato dall'arciduca d'Austria Luigi Salvatore d'Asburgo-Lorena, studiò a fondo il sistema delle grotte. Si accorse che dietro la Grotta di Luis Salvador, in un punto chiamato La Finestra, si estendeva una distesa d'acqua i cui limiti erano ancora sconosciuti. Iniziarono così i lavori che culminarono con la scoperta del lago e della Grotta dei Francesi da dove oggi partono le visite turistiche. Successivamente, sempre grazie alla spedizione di Martel, furono scoperti altri 1600 metri di cavità.
Nel 1922, il maiorchino Juan Servera spese ingenti somme di denaro per l'acquisto di terreni relativamente poco attraenti a Porto Cristo, all'ingresso delle grotte. 
Nel 1926, in occasione del XIV Congresso Geologico Internazionale, M. Faura i Sans pubblicò una nuova topografia aggiornata.
Nel 1929 si aprì una nuova entrata alla grotta. Due anni dopo, a seguito di alcune esibizioni private con musica e balletti, Juan Servera decise di far illuminare l'interno delle grotte e le barche dei musicisti sul lago. L'inaugurazione ufficiale avvenne nel 1935 quando l'ingegnere catalano Carles Buïgas, noto come 'il mago della luce' e famoso per l'illuminazione delle fontane di Montjuïc per l'Esposizione Universale del 1929 di Barcellona, completò il suo progetto di illuminazione dell'interno delle grotte.

## Lago Martel

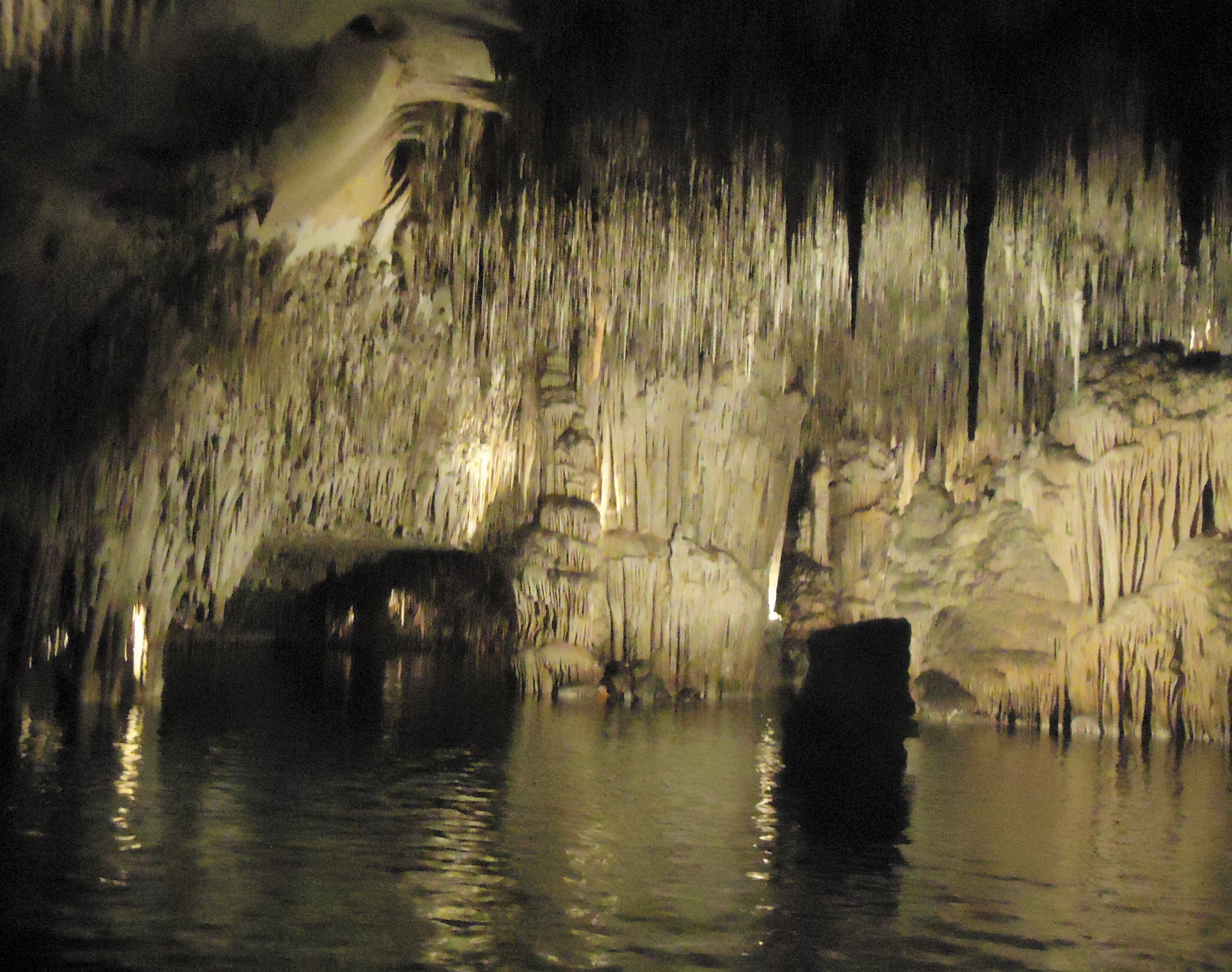
Lago Martel

Il lago Martel è uno dei più grandi laghi sotterranei al mondo con i suoi 170 metri di lunghezza, 30 metri di larghezza e 9 metri di profondità. La temperatura delle sue acque è di 17 °C e una loro caratteristica è il fatto di essere salate; questo testimonia un collegamento con il Mar Mediterraneo nonostante non ci sia un legame diretto.
Durante l'escursione i visitatori sono guidati in una grotta trasformata in anfiteatro in grado di ospitare circa 1100 persone dove, al cospetto del lago, assistono ad un concerto di musica classica della durata di 10 minuti con celebri melodie di Chopin, Mozart e Caballero, interpretate da un quartetto di musicisti seduti su 3 barche, illuminate da un gioco di luci. Gli strumenti utilizzati sono, fin dal primo concerto tenuto nel 1935, un violoncello, un clavicembalo e due violini. Grazie alla conformazione delle 4 grotte, il suono si propaga in maniera uniforme.
Gli effetti di luce creati da Buigas ricordano il sorgere del sole sul lago. L'installazione consiste in 100.000 watt di illuminazione garantita da 630 metri di cavo sottomarino che attraversa tutto il lago. L'ingegnere ha sempre sostenuto che questa fosse stata la sua opera migliore.

## Altre grotte a Maiorca
Nell'isola di Maiorca ci sono circa 800 grotte che in passato fungevano da rifugio per animali e uomini, ma le più visitate, oltre alle sopracitate Grotte del Drago, sono 5:
- Grotte di Artà
- Grotte di Hams
- Grotte di Campanet
- Grotte di Gènova[7]
- Grotte Bianche[11]

Altre grotte minori ma pur sempre importanti e molto visitate sono:
- Grotta di San Martì, dove si dice che i Templari praticassero i loro riti vista la presenza di due cappelle scavate nella roccia
- Cova des Coloms, famosa per lo snorkeling
- Cova de Sa Gleda, una delle grotte subacquee più grandi d'Europa[12]

### Grotte di Artà
Le Grotte di Artà si trovano nella zona orientale dell'isola, vicino alla città di Canyamel. Queste grotte sono famose per le numerose stalattiti di grandi dimensioni che si innalzano da terra sembrando figure umane. Infatti, in queste grotte è possibile trovare stalattiti alte più di 22 metri, che crescono ad una velocità inferiore a mezzo millimetro all'anno, e spazi cupi tanto da sembrare un edificio gotico.
Come nelle Grotte del Drago, anche in questo caso sono presenti magnifici giochi di luci e ombre.

### Grotte di Hams
Le Grotte di Hams sono state scoperte agli inizi del Novecento da Pedro Caldentey e si trovano verso la località di Porto Cristo, vicino alle Grotte del Drago. Anche in questo caso le grotte sono illuminate da luci artificiali aggiunte dal figlio di Pedro Caldentey. Inoltre, nella grotta sono presenti specie di crostacei estinte in altre parti del mondo.
Il nome delle grotte deriva dalle peculiarità delle sue formazioni a forma di arpioni (Hams nella lingua del luogo).
Sono formate da 3 grotte: la Grotta Rotonda, la Grotta Blu e la Grotta Classica. La prima è formata da uno spazio di colore verde, la seconda è chiamata in questo modo grazie all'illuminazione a led di colore blu e la terza è caratterizzata da strane forme delle infiltrazioni calcaree.
All'interno di una grotta, detta 'digitale', si trova un auditorium dove vengono proiettate immagini sui viaggi di Jules Verne.

### Grotte di Campanet
Le Grotte di Campanet si trovano a nord dell'isola, nascoste nella Sierra de Tramontana. Sono state scoperte nel 1945 e si estendono per una superficie di circa 4000 metri quadrati; ospitano le stalattiti più lunghe e più sottili d'Europa e comprendono numerose sale con nomi molto particolari come Sala romantica o Città incantata.

### Grotte di Gènova
Le Grotte di Gènova si trovano a soli 5 chilometri da Palma di Maiorca, nella frazione di Gènova, e sono state scoperte per caso nel 1906 scavando alla ricerca di acqua per fare una cisterna. 
Sono le più piccole dell'isola ma sono profondissime. Infatti, per raggiungerle è necessario scendere fino a 36 metri di profondità.

### Grotte Bianche
Le Grotte Bianche si trovano in riva al mare, lungo la spiaggia di Porto Cristo.
Sono state abitate e utilizzate fino alla metà del XIX secolo (1888) da pescatori ed erano un luogo di rifugio per i marinai.
Devono il loro nome al colore biancastro della roccia che le forma.